# Robert Hays
Robert Hays (Bethesda, 24 luglio 1947) è un attore statunitense, celebre per aver interpretato il ruolo di Ted Striker nella duologia de L'aereo più pazzo del mondo e il professore universitario Bob Seaver nei film In fuga a quattro zampe (1993) e Quattro zampe a San Francisco (1996).

## Filmografia parziale

### Cinema
- L'aereo più pazzo del mondo (Airplane!), regia di Zucker-Abrahams-Zucker (1980)
- L'aereo più pazzo del mondo... sempre più pazzo (Airplane II: The Sequel), regia di Ken Finkleman (1982)
- L'occhio del gatto (Cat's Eye), regia di Lewis Teague (1985)
- In fuga a quattro zampe (Homeward Bound: The Incredible Journey), regia di Duwayne Dunham (1993)
- Soli contro il crimine (Raw Justice), regia di David A. Prior (1994)
- Quattro zampe a San Francisco (Homeward Bound II: Lost in San Francisco), regia di David R. Ellis (1996)
- Il dottor T e le donne (Dr. T & the Women), regia di Robert Altman (2000)
- Superhero - Il più dotato fra i supereroi (Superhero Movie), regia di Craig Mazin (2008)

### Televisione
- Angie - serie TV, 36 episodi (1979-1980)
- Starman - serie TV, 22 episodi (1986)

## Doppiatori italiani
- Gino La Monica in L'aereo più pazzo del mondo... sempre più pazzo, L'occhio del gatto, Superhero - il più dotato fra i supereroi
- Luca Biagini in In fuga a quattro zampe, Quattro zampe a San Francisco
- Manlio De Angelis in L'aereo più pazzo del mondo
- Oreste Rizzini in Il dottor T & le donne